# Guillermo Antonio López Mac-Lellan
Guillermo Antonio López Mac-Lellan (Phnom-Penh, Camboya, 1 de enero de 1968)es un diplomático español. Es el Embajador de España en Etiopía (desde noviembre de 2023).

## Biografía
Tras licenciarse en Derecho, ingresó en la carrera diplomática (1995). Inició su trayectoria en la Subdirección General de África Subsahariana en el Ministerio de Asuntos Exteriores, y posteriormente en el Gabinete del Ministro.
Su primer destino en el exterior le llevó a la Embajada de España en Dakar (Senegal) con acreditación en Cabo Verde, Gambia, Sierra Leona, Guinea-Bisáu y Guinea Conakry, donde ocupó la Segunda Jefatura; para posteriormente ocupar el puesto de consejero en la Representación Permanente de España ante las Naciones Unidas y los Organismos Internacionales con sede en Ginebra . También ha estado destinado en la Representación Permanente de España ante la Unión Europea en Bruselas ocupándose de cuestiones político militares y de la agenda africana.Posteriormente destinado en la  Embajada de España en Quito (Ecuador), como Segunda Jefatura;
Como subdirector general de África Subsahariana (2008-2010) participó en la elaboración  del II Plan África y en la Presidencia Española del Consejo de la Unión Europea (2010). 
Ha sido embajador de España en la República de Guinea Ecuatorial (2017-2020);y embajador en Misión Especial para Derechos Humanos, la Democracia y el Estado de Derecho (2020-2023).
Es el actual Embajador de España ante la República Democrática Federal de Etiopía (desde noviembre de 2023).